# Пендак
Пендак (мкд. Пендак) је насеље у Северној Македонији, у северном делу државе. Пендак је у оквиру општине Кратово.

## Географија
Пендак је смештен у северном делу Северне Македоније. Од најближег града, Куманова, село је удаљено 30 km источно. 
Село Пендак се налази у историјској области Средорек. Насеље је положено изнад долине Криве реке, на побрђу Видим, на приближно 620 метара надморске висине.
Месна клима је умерено континентална.

## Становништво
Пендак је према последњем попису из 2002. године имао 45 становника. Од тога огромну већину чине етнички Македонци].
Претежна вероисповест месног становништва је православље.